# アクシオン福岡
アクシオン福岡（アクシオンふくおか）は、福岡県福岡市博多区の東平尾公園内にある競技場。「福岡県立スポーツ科学情報センター（ふくおかけんりつスポーツかがくじょうほうセンター）」（体育館）と「福岡県立総合プール（ふくおかけんりつそうごうプール）」の2施設の総称である。アクシオン福岡プロジェクトチーム（三栄ビルサービス外三社）が指定管理者となって管理している。
1990年のとびうめ国体開催に当たり建設された。アクシオン（acción）はスペイン語で「アクション」を意味する。

## 福岡県立スポーツ科学情報センター
福岡県立スポーツ科学情報センターは、アクシオン福岡を構成する体育館である。
メインアリーナは寸法46m×39m、面積1,794m2、観客席は2,000席（うち固定席1,160席）。
バスケットボール、バレーボール、ボクシングなど屋内スポーツに使用され、1995年ユニバーシアードではバレーボール競技に使用された。過去はB.LEAGUE・ライジングゼファーフクオカ。現在では、F.LEAGUE・ボルクバレット北九州の副本拠地として使用されている。

## 福岡県立総合プール
福岡県立総合プールは、アクシオン福岡を構成する室内プールである。
25メートルプールと50メートルプールがあり、50メートルプールは、深さ2メートル以上あり、中学生以下は、入場に制限される。
- 冬季シーズンは、50メートルプールはスケートリンクとして運営される。

また、飛込用プールを備えており、一般者は利用が出来ない。
1995年ユニバーシアードでは競泳及び飛込競技、01・23年世界選手権では飛込競技にそれぞれ使用された。

## 交通アクセス
- 福岡市地下鉄空港線福岡空港駅より西鉄バスアクシオン福岡前下車